# A Garra Cinzenta
A Garra Cinzenta é uma história em quadrinhos brasileira, que foi publicada originalmente no  formato de tira no suplemento "A Gazetinha" do jornal A Gazeta entre 1937 e 1939 e que conseguiu reconhecimento mundial na época, sendo publicada no México, França e Bélgica. O personagem principal é um vilão, perseguido pelos inspetores de polícia Higgins e Miller. 
Na França e na Bélgica, a série era conhecida como La Griffe Grise, os europeus achavam que a história fosse de origem mexicana e não brasileira.
Em 2011 a história foi republicada pela Editora Conrad em uma edição encadernada de luxo.

## Publicação
Entre 1937 e 1939, o único arco de história do Garra Cinzenta foi publicada no formato de pranchas no suplemento A Gazetinha do jornal A Gazeta com roteiros de Francisco Armond e arte de Renato Silva, totalizando 100 páginas, a série  tem forte influência dos pulps da época. Silva iniciou a carreira nos quadrinhos em 1937 nas páginas do Suplemento Juvenil de Adolfo Aizen, onde ilustrou uma história protagonizada pelo detetive Nick Carter, um personagem da literatura pulp. o jornal compilou a tira em dois álbuns, publicados entre dezembro de 1939 e janeiro de 1940.
Armond também roteirizou a série O enigma do espectro de James Hull, ilustrada por Messias de Mello e também publicada em A Gazetinha entre agosto de 1939 e março de 1940.
Entre 1944 e 1947 foi publicado na Bélgica na revista semanal Le Moustique com o título La Grife Grise, apesar da periodicidade irregular, todas as 100 páginas foram publicadas. Os belgas e os franceses chegaram pensar que a série era de origem mexicana. Em 1977, a Rio Gráfica Editora publica parte da pranchas da A Garra Cinzenta em seu Almanaque do Gibi Em 1988, Worney Almeida de Souza publicou todas as 100 páginas da série no seu fanzine Seleções do Quadrix # 3. Em 2011, Worney lança pela Conrad Editora, o álbum de luxo Garra Cinzenta. Em setembro de 2024, a Editora Criativo republicou a série em 3 volumes.

## Sinopse
Na história passada em Nova York, Garra Cinzenta é um vilão, que apesar de não possuir nenhum poder, tem um grande conhecimento de vários ciências, como química, cirurgia e mecânica, que usa para realizar experimentos macabros e assassinatos elaborados. Não se sabe com certeza sua origem, sabendo-se apenas que foi um grande cientista no passado, mas como ele virou um vilão ou se a caveira de sua cara é uma mascara ou um acidente que deixou sua caveira exposta não é revelado. Seus principais inimigos eram os inspetores de polícia Higgins e Miller, que apesar de tentarem de tudo, nunca conseguiam pegá-lo. Seus capangas eram um gorila com um cérebro transplantado de um antigo amigo, o professor Cuberry; sua antiga secretária Katty, que sofreu lavagem cerebral e virou a Dama de Negro; e um robô construído pelo próprio Garra, chamado Flag, que apesar de ter enorme força, podia falar apenas por barulhos.
A trama começa com a morte do Professor Cuberry, assassinado por ter descoberto algo terrível sobre a Garra Cinzenta. Higgins e Miller investigam o caso, mas logo percebem que estão lidando com um criminoso que usa a ciência como arma. A Garra Cinzenta sequestra pessoas para seus experimentos, cria armas químicas e deixa pistas enigmáticas, como cartões com o desenho de uma garra cinzenta em suas vítimas.
Em um dos momentos mais chocantes, Kathy é morta por saber demais, mas a Garra Cinzenta a "revive" através de técnicas de reanimação e controle mental, transformando-a na Dama de Negro, uma assassina obediente. Enquanto isso, o gorila com o cérebro de Cuberry age como um monstro incontrolável, e Flag, o robô, é usado para ataques brutais.
A perseguição culmina em um confronto final no covil subterrâneo da Garra Cinzenta, onde Higgins e Miller enfrentam seus horrores. Em uma reviravolta, Flag se volta contra seu criador, destruindo-o em um acesso de fúria. Kathy, liberta do controle mental, recupera sua consciência, mas o trauma a deixa marcada para sempre.

## Francisco Armond
Um dos fatos que contribui para que esse HQ se tornasse cult foram os mistério em tornos da autoria das histórias. O maior deles é o fato de por muito tempo, não se ter informações sobre o roteirista, Francisco Armond, o que levou muitos a acreditarem que ele seria um pseudônimo da jornalista Helena Ferraz de Abreu, que assinava no jornal independente Correio Universal com o nome de Álvaro Armando (pseudônimo que também era compartilhado pelo marido de Helena, Maurício Ferraz), e que Francisco seria uma variação desse pseudônimo já existente. O filho de Helena, Arnaldo Ferraz, entretanto, nega tal fato. O suplemento de quadrinhos do jornal, publicou pela primeira vez no Brasil, as tiras de O Fantasma de Lee Falk em 1937, no entanto, Helena também escreveu histórias em quadrinhos, com o pseudônimo Álvaro Armando, Helena roteirizou O Marido da Madame, com desenhos de Alceu Penna, publicados entre 1948 e 1954 na revista A Cigarra.
O desenhista da história, Renato Silva faleceu em 1981, o jornalista Álvaro de Moya, que foi amigo de Renato, nunca chegou a questionar sobre o roteirista.  Silva não teve uma carreira muito longa com histórias em quadrinhos, ficou mais conhecido pela ilustração de livros e pela publicação de livros que ensinam técnicas de desenho.
Segundo a jornalista Raquel Cozer, em matéria publicada em 2011 pelo O Estado de S. Paulo, a hipótese foi levantada pelo quadrinista e jornalista Gedeone Malagola em artigo escrito em 2008 publicado na revista Mundo dos Super-Heróis da Editora Europa, Gedeone viria a falecer seis meses depois da publicação do artigo.  Em 2025, o jornalista Wagner Augusto investigou sobre Armond, descobrindo que foi um escritor e tradutor, além do trabalho editorial, foi escrevente da Estrada de Ferro Central do Brasil.